# 厦门大学天文学系
厦门大学天文学系是厦门大学物理科学与技术学院下的系。最初于1927年9月创立，后于1930年9月停办，又于2012年11月26日复办。研究领域包括高能天体物理、星系形成与演化、宇宙学及暗物质探测等。

## 历史
1921年4月，陈嘉庚创办厦门大学。1927年9月，天文系创立，为理科七系之一（其他六系为算学、物理、化学、植物、动物、地质），附设气象台一所，并筹建天文台。余青松任系主任。1928年4月13日，厦门大学自礼和洋行购置天文台仪器，包括一台4英寸口径的天文望远镜、浑天仪、太阳系自转公转表示仪器等，但天文台没有动工兴建。1929年7月，余青松赴南京任国立中央研究院天文研究所第二任所长，并着手建造紫金山天文台。紫金山天文台的赤道仪室，即按照余青松在厦门大学拟草的天文台图样建造的。余青松离开厦门大学后，1930年9月天文系停办。
2012年11月26日，天文系复办。2013年起招收本科生，2016年起招收硕士和博士研究生。

## 历任系主任
- 余青松（1927年—1930年）
- 卢炬甫（2012年—2017年）[7][8]
- 方陶陶（2017年至今）